# Kamil Mikulčík
Kamil Mikulčík (Trnava, Checoslovaquia, 18 de noviembre de 1977) es un cantante eslovaco que representó a su país en el Festival de la Canción de Eurovisión 2009 junto a Nela Pocisková con la canción «Let Tmou». Actuaron en la segunda semifinal del festival y fueron los primeros representantes de Eslovaquia en el Festival de la Canción de Eurovisión después de la participación de Katarína Hasprová en el Festival de la Canción de Eurovisión 1998; es decir, tras 11 años de ausencia.

## Vida personal
En 2009, Mikulčík se casó con la actriz eslovaca Kristína Farkašová, de quien se divorció al año siguiente.